# مزوضة
مزوضة هي بلدةٌ ومركزُ جماعةِ مزوضةَ القرويةِ التابعة لإقليم شيشاوة بجهة مراكش آسفي المغربية. تضم هذه القرية 25,342 نسمة (إحصاء 2024).